# Recyklační symbol

Příklad recyklačního symbolu pro hliník

Recyklační symboly (International Universal Recycling Codes) slouží k jednoduššímu označování výrobků. Označení se skládá z trojúhelníkové grafické značky doplněné buď o číselné nebo textové označení materiálu, případně je možné uvádět číselné i textové označení zároveň. Díky recyklačním symbolům je evidentní, ze kterého materiálu je daný produkt vyroben. V případě kompozitních materiálů se písemný identifikační kód skládá z písmene C a za lomítkem je textový identifikační kód převažujícího materiálu (podle plošné hmotnosti). V Evropě je označení založeno na rozhodnutí evropské komise 97/129/EC ze dne 28. 1. 1997.

## Evropské označení
Tato tabulka obsahuje běžně používané číslice a značky na výrobcích.
| Číslování, zkratka a symbol | Číslování a zkratka | Popis |
| --------------------------- | ------------------- | --- |
| Materiály z plastů          |                     | |
|                             | # 1 PET (PETE)      | Polyethylentereftalát |
|                             | # 2 HDPE (PE - HD)  | Polyethylen s vysokou hustotou                                                                                                 |
|                             | # 3 PVC (V)         | Polyvinylchlorid |
|                             | # 4 LDPE (PE - LD)  | Polyethylen s nízkou hustotou                                                                                                  |
|                             | # 5 PP              | Polypropylen |
|                             | # 6 PS              | Polystyren |
|                             | # 7 - # 19          | Ostatní plasty, např. polykarbonát (PK), polyamid (PA), akrylonitrilbutadienstyren (ABS), styrén-akrylonitril (SAN), bioplasty |
| Materiály z papíru          |                     | |
|                             | # 20 PAP            | Vlnitá lepenka |
|                             | # 21 PAP            | Hladká lepenka |
|                             | # 22 PAP            | Papír |
|                             | # 23 - # 39         | Ostatní papír |
| Materiály z kovů            |                     | |
|                             | # 40 FE             | Železo |
|                             | # 41 ALU            | Hliník |
|                             | # 42 - # 49         | Ostatní kovy |
| Materiály ze dřeva          |                     | |
|                             | # 50 FOR            | Dřevo |
|                             | # 51 FOR            | Korek |
|                             | # 52 - # 59         | Ostatní dřevo |
| Materiály z textilie        |                     | |
|                             | # 60 TEX            | Bavlna |
|                             | # 61 TEX            | Pytlovina, juta |
|                             | # 62 - # 69         | Ostatní textilie |
| Materiály ze skla           |                     | |
|                             | # 70 GL             | Čiré sklo |
|                             | # 71 GL             | Zelené sklo |
|                             | # 72 GL             | Hnědé sklo |
|                             | # 73 - # 79         | Ostatní sklo |
| Kompozitní materiál (80-99) |                     | |
|                             | # 80                | Papír a lepenka + různé kovy                                                                                                   |
|                             | # 81                | Papír a lepenka + plast |
|                             | # 82                | Papír a lepenka + hliník |
|                             | # 83                | Papír a lepenka + ocelový pocínovaný plech                                                                                     |
|                             | # 84                | Papír a lepenka + plast + hliník                                                                                               |
|                             | # 85                | Papír a lepenka + plast + hliník + ocelový pocínovaný plech                                                                    |
|                             | # 86 - # 89         | Více materiálů |
|                             | # 90                | Plast + hliník |
|                             | # 91                | Plast + ocelový pocínovaný plech                                                                                               |
|                             | # 92                | Plast + různé kovy |
|                             | # 93, # 94          | Další materiály |
|                             | # 95                | Sklo + plast |
|                             | # 96                | Sklo + hliník |
|                             | # 97                | Sklo + ocelový pocínovaný plech                                                                                                |
|                             | # 98                | Sklo + různé kovy |
|                             | # 99                | Ostatní materiály |

Recyklační symbol pro kompozitní materiál ve kterém převládá papír nebo lepenka a dále je obsažen plast a hliník

Recyklační symbol pro ostatní plast v tomto případě Akrylonitrilbutadienstyren

Na baterie se vztahuje směrnice 91/157/EHS, podle níž mají být baterie označeny značkou přeškrtnuté popelnice a některé i označeny příslušnou chemickou značkou (Hg, Cd zda Pb).